# Église Saint-Rémi de Limé
L'église Saint-Rémi est une église située à Limé, en France.

## Localisation
L'église est située sur la commune de Limé, dans le département de l'Aisne.

## Historique
L'église de 1929-1929 est due à Julien Barbier, qui intervient par ailleurs en région parisienne dans le cadre de l'Œuvre des Chantiers du Cardinal.
Le monument est inscrit au titre des monuments historiques en 2007.